# Tiron bellairsi
Tiron bellairsi is een vlokreeftensoort uit de familie van de Synopiidae. De wetenschappelijke naam van de soort is voor het eerst geldig gepubliceerd in 1981 door Just.